# Mesalina
A Mesalina  a hüllők (Reptilia) osztályába a  pikkelyes hüllők (Squamata) rendjébe, valamint a gyíkok (Sauria)  alrendjébe és a nyakörvösgyíkfélék (Lacertidae)  tartozó családjába tartozó nem.

## Rendszerezés
A nembe az alábbi 14 faj tartozik:
- Mesalina adramitana
- Mesalina ayunensis
- Mesalina bahaeldini
- Mesalina balfouri
- Mesalina brevirostris
- Mesalina ercolinii
- Mesalina guttulata
- Mesalina kuri
- Mesalina martini
- Mesalina olivieri
- Mesalina pasteuri
- Mesalina rubropunctata
- Mesalina simoni
- Mesalina watsonana